# Guion S. Bluford
Guion Steward Bluford Jr., född 22 november 1942 i Philadelphia, är en amerikansk astronaut uttagen i astronautgrupp 8 den 16 januari 1978.

## Familjeliv
Guion S. Bluford är gift med Linda M. Tull. De har två barn. Blufords intressen är att läsa, simma, jogga, racketboll, handboll och dykning.

## Karriär

### Utbildningar
- Studentexamen vid Overbrook Senior High School i Philadelphia i Pennsylvania, 1960
- B.Sc. i aerospace engineering vid Pennsylvania State University 1964.
- M.Sc. i distinction in aerospace engineering vid Air Force Institute of Technology 1974.
- Dr.Ph. i aerospace engineering  vid Air Force Institute of Technology 1978.
- Master i business administration vid University of Houston, Clear Lake 1987.

### Jobb
Bluford blev pilot vid Williams Air Force Base i Arizona i januari 1966. Han tränade sedan på F-4C-stridsflygning i Arizona och Florida. Han fick senare placering vid 557th Tactical Fighter Squadron i Cam Ranh Bay i Vietnam. Han flög 144 stridsupdrag varav 65 var över nordvietnam. Han lämnade NASA 15 juni 1993.

## Rymdfärder
Bluford gjorde 4 rymdfärder under sin karriär som astronaut för NASA.

### STS-8/Challenger
Uppdragets huvudmål var att placera ut den indiska satelliten Insat-1B.

### STS-61-A/Challenger
Uppdragets huvudmål var forskning om bord på Spacelab D-1. Detta var också den enda gång som rymdfärjan har haft en besättning på 8 personer.

### STS-39/Discovery
Uppdragets mål var militärt men första gången hade informationen inte hemligstämplats. Man placerade ut några satelliter för forskning inom SDI. Samt att man lastade ut SPAS-II (Shuttle pallet satellite) och sedan innan färdens slut bärgade den igen.

### STS-53/Discovery
Uppdragets mål var militärt och att placera ut en radarspaningssatellit. Pentagon beslöt att efter olyckan med Challenger att deras engagemang i rymdfärjefärder skulle avslutas.

## Rymdfärdsstatistik
| Uppdrag  | Datum                         | Tid       | EVA     |
| -------- | ----------------------------- | --------- | ------- |
| STS-8    | 30 augusti - 5 september 1983 | 145:08:43 | 0:00:00 |
| STS-61-A | 30 oktober - 6 november 1985  | 168:44:53 | 0:00:00 |
| STS-39   | 28 april 1991 - 6 maj 1991    | 199.22.23 | 0:00:00 |
| STS-53   | 2 - 9 december 1992           | 175.19.47 | 0:00:00 |
| Totalt   | Totalt                        | 783:35:46 | 0:00:00 |